# Melanoleuca polioleuca
Melanoleuca polioleuca är en svampart som först beskrevs av Elias Fries, och fick sitt nu gällande namn av G. Moreno 1934. Enligt Catalogue of Life ingår Melanoleuca polioleuca i släktet Melanoleuca,  och familjen Tricholomataceae, men enligt Dyntaxa är tillhörigheten istället släktet Melanoleuca,  och familjen Chromocyphellaceae. Arten är reproducerande i Sverige. Inga underarter finns listade i Catalogue of Life.